# 分液漏斗

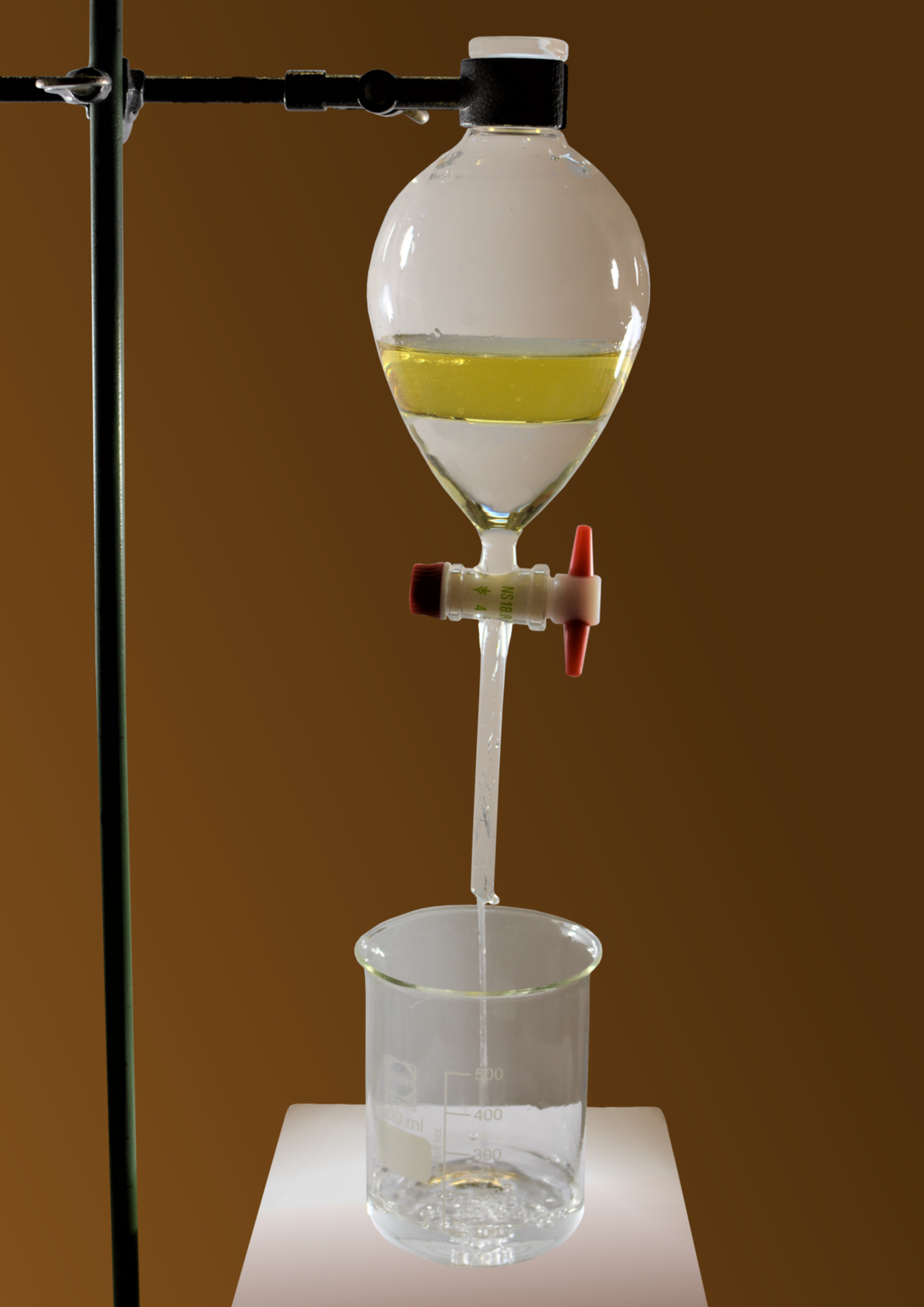
使用例。上層と分離した下層の溶液を取り出すことができる。

分液漏斗の図。ただし、図では上層に有機層(oil)があるが、クロロホルムなどのように使用する溶媒の比重によっては下に来ることもある。

分液漏斗 （ぶんえきろうと、separating funnel）とは、上部投入口に栓を持ち、漏斗の足の付け根に二方コックを持った漏斗で、主としてガラスで作られた実験器具である。分液漏斗は互いに交じり合わない液体を分離するのに使用され、特に有機化学実験では反応操作の後処理において液抽出操作することが多いので頻繁に使用される。分析化学でも微量元素の分析に溶媒抽出法を用いることがあるので、そちらでもよく使用される。
抽出操作によって物質は分配係数にしたがって上層液あるいは下層液に一定の比率で分布するので、目的の物質を抽出尽くすには、その物質の分配係数が大きい液で繰り返し濯ぎ出す必要がある。すなわち水層に含まれる有機物を抽出する際には、同じ水層を新しい有機層を使って何度も分液操作することで目的の有機物を回収しつくす。この様に連続して分液操作を繰り返す必要がある為、工業的には分液漏斗の替わりに向流抽出装置などが使用されている。

## 材質・形状
液を流去する際に液面が見える必要があるので、分液漏斗は透明な素材で作られることが多く、ガラスで作成されることが多い。栓は本体と同じ素材で作成されていることが多いが、コックについてはガラス製のものもあるしテフロン製の場合もある。上部の栓は液体を投入しやすいように広口の栓になっている場合も多く、大抵の場合は回転により開閉可能な空気穴がついている。分液漏斗の胴体は球形に近いものと円錐状に下に長い物とがある。円錐状のものはスキーブ式分液漏斗とも呼ばれる。球形に近いものの方が振盪させた際に効率よく液を振り混ぜることで出来る。一方、スキーブ式は液を流去する際に残存する下層液の容量が小さいので、小型の分液漏斗に良く見られる形状である。分液漏斗を静置する際は、切り欠けのあるリングに分液漏斗の胴体を引っ掛けて置かれるのが普通である。

## 操作方法
物質の分配は2つの液の界面においてのみ交換されるので、分液操作は分液漏斗を激しく振盪させて液同士を良く接触させる必要がある。振盪する際は、上部の栓と下部のコックは閉じておくが振盪による温度上昇などで分液漏斗内の圧力が変化するので、振盪中は上部の栓は掌で強く抑えて内圧により液が吹き出ないようにする必要があり、一定時間振盪したあとは、液漏斗を倒置させ下部のコックを上に向けて開放することで分液漏斗内の圧力を戻す。
その後、分液漏斗を静置して2つの液が分離するのを待ってから、下層の液を二方コックを開いて漏斗の足の方から流去し、上層液は上部の栓の口から取り出すのが原則である。したがって上部の栓には回転により閉じることができる空気抜きの穴があけられているのが普通である。